# 蘇縣 (內布拉斯加州)
蘇縣是美國內布拉斯加州最西北部的一個縣，北鄰南達科他州，西鄰懷俄明州，面積5,354平方公里。根據2010年人口普查，本縣共有人口1,311。本縣縣治為哈里森（Harrison）。

## 歷史

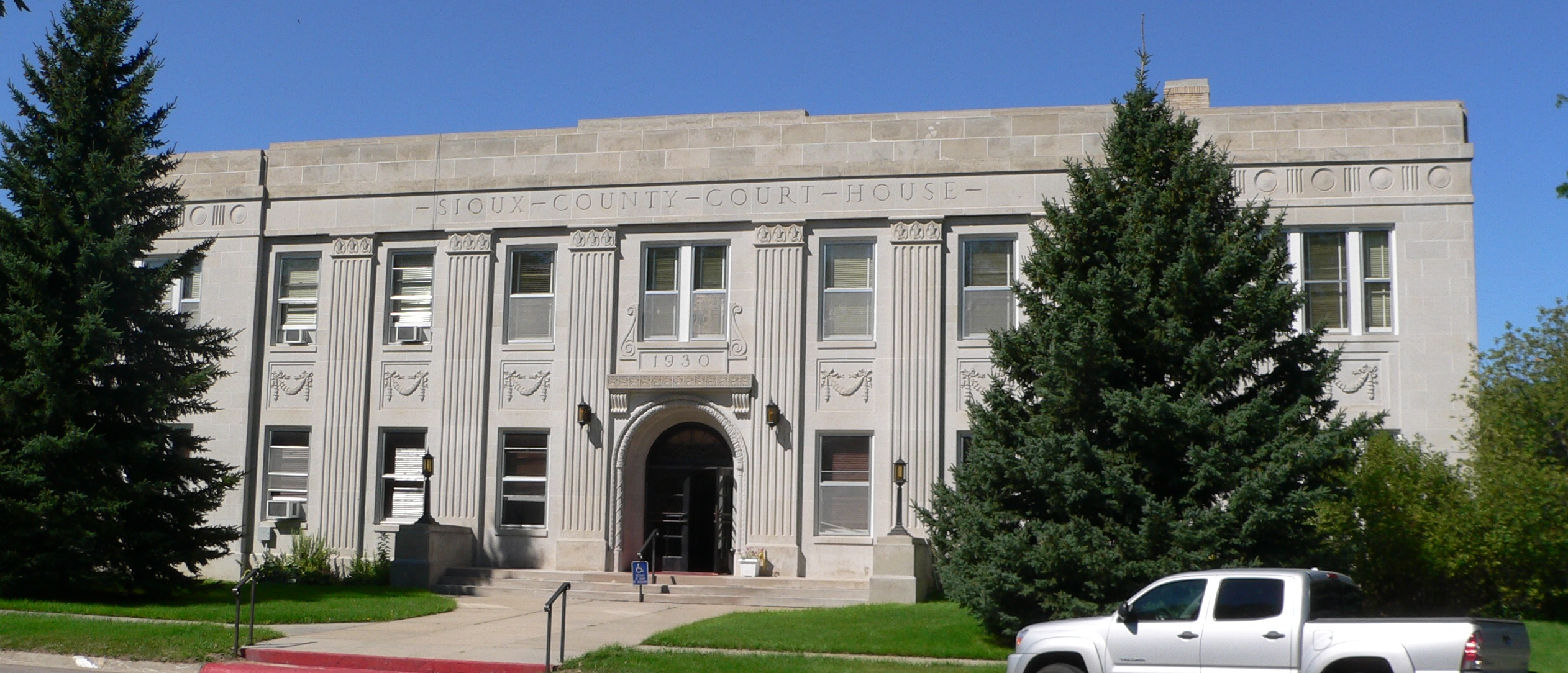
位於縣治哈里森的蘇縣法院

成立於1886年9月20日，其縣名紀念印第安人的一支，蘇族。
在成立當初，本縣的面積比現代要大得多。本縣當時的領土東鄰霍爾特縣，南達北緯42度線。可是，羅克縣、布朗縣、基亞帕哈縣和切里縣於1883年自本縣成立，致使本縣的面積減少了不少。於1885年，道斯縣、巴克斯岡縣和謝里敦縣自本縣成立，令本縣的面積再度減少。自此，本縣的邊界再沒有更動。

## 地理

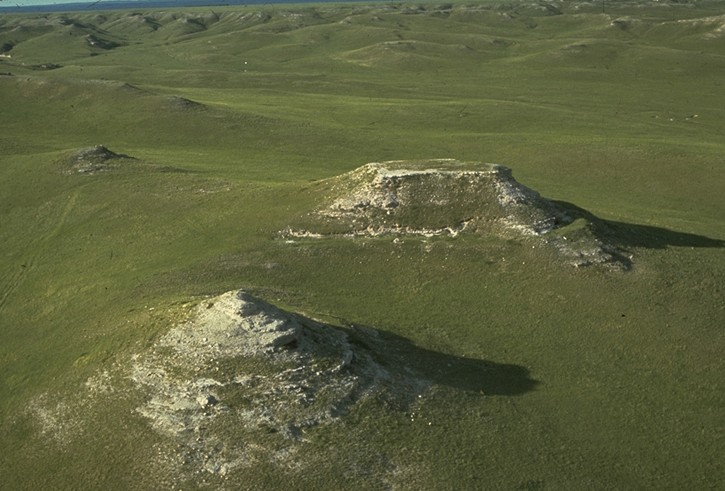
瑪瑙化石床國家紀念區

根據2000年人口普查，蘇縣的總面積為2,067平方英里（5,350平方），其中有2,066平方英里（5,350平方），即99.96%為陸地；1平方英里（2.6平方），即0.04%為水域。

### 毗鄰縣
- 內布拉斯加州 巴克斯岡縣：東方
- 內布拉斯加州 道斯縣：東方
- 內布拉斯加州 斯科茨布拉夫縣：南方
- 懷俄明州 戈申縣：西南方
- 懷俄明州 奈厄布拉勒縣：西北方
- 南達科他州 福爾里弗縣：北方

### 國家保護區
- 瑪瑙化石床國家紀念區
- 內布拉斯加州國家森林公園（部分）
- 奧格拉拉國家草原（部分）

## 人口
| 调查年            | 人口  | 备注 | %±     |
| ----------------- | ----- | ---- | ------ |
| 1880              | 699   |      | —      |
| 1890              | 2,452 |      | 250.8% |
| 1900              | 2,055 |      | −16.2% |
| 1910              | 5,599 |      | 172.5% |
| 1920              | 4,528 |      | −19.1% |
| 1930              | 4,667 |      | 3.1%   |
| 1940              | 4,001 |      | −14.3% |
| 1950              | 3,124 |      | −21.9% |
| 1960              | 2,575 |      | −17.6% |
| 1970              | 2,034 |      | −21.0% |
| 1980              | 1,845 |      | −9.3%  |
| 1990              | 1,549 |      | −16.0% |
| 2000              | 1,475 |      | −4.8%  |
| 2010              | 1,311 |      | −11.1% |
| [ 7 ] [ 8 ] [ 9 ] |       |      |        |

根據2000年人口普查，蘇縣擁有1,475居民、605住戶和444家庭。其人口密度為每平方英里1居民（每平方公里0.24居民）。本縣擁有780間房屋单位，其密度為每平方英里0.38間（每平方公里0.15間）。而人口是由97.63%白人、0.14%土著、0.2%亞洲人、1.15%其他種族和0.88%混血构成。而西班牙裔或拉丁美洲人佔了人口2.31%。在97.63%白人中，有36.9%是德國人、11.3%是愛爾蘭人、以及10.6%是英國人。
在605住户中，有28.1%擁有一個或以上的兒童（18歲以下）、65.3%為夫妻、5.1%為單親家庭、26.6%為非家庭、23.6%為獨居、9.4%住戶有同居長者。平均每戶有2.44人，而平均每個家庭則有2.86人。在1,475居民中，有24.3%為18歲以下、7.2%為18至24歲、24.7%為25至44歲、27.5%為45至64歲以及16.2%為65歲以上。人口的年齡中位數為42歲，女子對男子的性別比為100：111。成年人的性別比則為100：102.2。
本縣的住戶收入中位數為$29,851，而家庭收入中位數則為$31,406。男性的收入中位數為$23,409，而女性的收入中位數則為$21,490，人均收入為$15,999。約11.1%家庭和15.4%人口在貧窮線以下，包括24.4%兒童（18歲以下）及7.5%長者（65歲以上）。